# Trunki
Trunki — бренд ручной клади для детей, принадлежащий британской компании Magmatic. Флагманское изделие Trunki — детский чемодан с оригинальным дизайном, который одновременно является и чемоданом, и игрушкой, помогающей скрасить часы ожидания в аэропорту или на вокзале. С момента своего основания. По состоянию на май 2006 года, компания продала более 4 миллионов чемоданов в 100 странах мира, и получила свыше 100 премий и наград за достижения в области дизайна, производства игрушек и в деловой сфере.

## История
Создатель бренда Trunki Роб Лоу придумал необычный детский чемодан-игрушку, будучи студентом 2-го курса университета Нортумбрии в Ньюкасле, и получил в 1998 году награду за оригинальный дизайн. В 2003 году Лоу обратился в фонд The Prince’s Trust, где получил ссуду под низкие проценты на открытие бизнеса. В 2006 году он создал компанию Magmatic и зарегистрировал бренд Trunki. В том же 2006 году чемоданы-игрушки впервые привлекли внимание общественности благодаря появлению Лоу в популярной программе BBC2 «Логово драконов».
Лоу с рождения болен муковисцидозом, но несмотря на тяжёлую болезнь, сумел не только создать преуспевающую компанию, но и стать отцом троих детей. Свою историю он изложил в книге 65 Roses and a Trunki, вышедшей в 2020 году.
Через 5 лет после основания оборот Magmatic достиг 6 миллионов фунтов стерлингов, а чистая прибыль — 1 миллион фунтов стерлингов. Изделия Trunki экспортировались в 62 страны мира. Первоначально чемоданы производились в Китае, но успешные продажи позволили Magmatic в 2012 году перенести производство в Великобританию. В 2013 году Magmatic подала иск в Верховный суд Великобритании на гонконгскую компанию PMS International, которая выпускала чемоданы Kiddee в виде животных, считая, что PMS International нарушает их авторские права на дизайн. В июле 2013 года Magmatic выиграла суд против PMS, но в марте 2014 года решение Верховного суда отменил Апелляционный суд, который постановил, что изделия Kiddee существенно отличаются от изделий Trunki. В 2016 году Magmatic понесла убытки на сумму 110 000 фунтов стерлингов, но в уже в 2017 году вернулась к прибыли за счёт резкого роста международных продаж. С 2012 года головной офис компании Magmatic находится в британском Бристоле, в нём и на заводе в Плимуте работает около 80 человек.

### Особенности продукции
Чемоданы Trunki рассчитаны на мальчиков и девочек от 3 до 6 лет. Их форма продумана таким образом, чтобы ребёнок мог сесть на чемодан и кататься на нём. В закрытом виде каждый чемодан Trunki выдерживает вес до 50 кг. Существует 20 моделей чемоданов, входящих в коллекции «Классика», «Животные», «Транспортные средства». Все модели сделаны из специального прочного пластика, вмещают до 18 л и весят до 2 кг, они снабжены колёсиками, пластиковыми рожками, за которые может держаться ребёнок, мягкими ручками и съёмным ремнём. Кроме чемоданов Trunki, компания выпускает детские автокресла с функцией рюкзака, водонепроницаемые рюкзаки для бассейна и пляжа в форме рыб и морских животных для детей от 3-х лет, рюкзаки для дошкольников в виде фигурок животных, детские поводки с мягкими лямками, а также дорожные подушки и накладки для ремней безопасности.
В сотрудничестве с компанией Halfords Magmatic также производит складные самокаты Trunki для детей от одного года.